# Corynosoma turbidum
Corynosoma turbidum är en hakmaskart som beskrevs av Van Cleave 1937. Corynosoma turbidum ingår i släktet Corynosoma och familjen Polymorphidae. Inga underarter finns listade i Catalogue of Life.